# Падіння міста Пассау
«Падіння міста Пассау» (нім. Der Untergang der Stadt Passau) — опублікований у 1975 році постапокаліптичний антиутопічний науково-фантастичний роман німецького письменника Карла Амері, його найбільш успішний твір.

## Історичний контекст
У пролозі Амері визначив роман як «розминка для пальців»(нім. Fingerübung), до якої його надихнув науково-фантастичний роман «Кантика за Лейбовіцем» американського письменника Волтера Міллера-молодшого. Роман Міллера розповідає про події у постапокаліптичних США після глобальної ядерної війни.
Коли з'явився твір, активіст охорони довкілля Амері був під сильними враженнями від так званої «першої нафтової кризи» 1973 року, наростального руйнування та забруднення навколишнього середовища, все більш відчутного дефіциту сировин, та від суспільних і політичних змін, що були з цим пов'язані та частково спричинені.

## Сюжет
Розповідь у романі іде ретроспективно із 2112 року. Основна частина сюжету проходить майже винятково у Пассау та безпосередніх його околицях.
У 1981 році невідомий й незрозумілий «мор» винищив майже все людство. Ті з небагатьох, хто її пережили, не знають, чи йдеться про «кару Божу», чи може завинив якийсь «божевільний вчений». Лише близько 50.000 людей проживають у Європі. У області колишньої Німеччини тепер тільки невеликі групи «селян» або «кочовиків», як правило, чисельністю до 50 осіб. Міста спустошені, земля здичавіла і необроблювана. Єдиним великим поселенням є місто Пассау. Це єдине наполовину «функціонуюче» Місто, оскільки в ньому є управління і мер. У місті навіть є електрика, декілька робочих тракторів і продукти, яких, з першого погляд, вдосталь. Наступна за величиною група людей (менше ніж 50) мешкає у Розенгаймі та «в Угорщині».
Мера Пассау, який прибув у місто у 1983 році, через два роки після катастрофи, усі називають «Шефом». Відтепер тут діє нове літочислення. Він управляє Пассау автократично і керує свого роду феодальною державою. У поривах розширити свою владу і зробити Пассау потужнішим, він заохочує селян і кочовиків із навколишніх земель до переселення у місто. Справжньою ж причиною є те, що місто більше не може бути життєздатним, оскільки споживає останні придатні після пошесті рештки цивілізації. Місто потребує все більше продуктів та інших ресурсів, яких не здатне саме виробляти. Та дещиця, що виробляють ремісники у Пассау, дорого продається селянам на околицях, щоб мати можливість придбати життєвонеобхідне. Селяни живуть у свого роду автаркічному споживчому землеробстві, проте страждають під гнітом міст. Показний добробут Пассау стоїть на глиняних ногах; фермери околиць грабуються населенням міста, яке хоче жити у такому ж добробуті, але коштом селян. «Шеф» вирішує плюндрувати і систематично руйнувати навколишні землі, щоб зібрати у місті усе, що чогось варте (передусім сіль, яка є у Розенгаймі).
Двоє «емісарів» із того, щось колись було містом Розенгайм, дісталися Пассау, щоб побачити «величність міста» і були прийняті «Шефом». Бенкет, показово влаштований на їх честь, виявляється небезпечною для життя пасткою. Розмерці повинні бути ліквідовані для того, щоб Пассау могло отримати їхні поклади солі. Проте обидва посланці змогли втекти. У наступні 100 років зростає ескалація як між Пассау та Розенгаймом, так і всередині міста між «шульзіями» та «гернотарами», послідовниками «Шефа» та іншими. У 2112 році це все ж таки призводить до «битви за Пассау». Вершники з луком і стрілами, розмерці та кочовики-«угорці» завойовують місто і, в кінцевому результаті, стирають його в порох.

## Структура розповіді
Роман має три рівні оповіді і починається з хроніки Magnalia Dei per Gentem Rosmerium («Великі діяння Божі через народ Розмеру») капелана Егіда, яку він започаткував у Anno Domini 2112, що також рахується як рік 131 APP («Post Pestilentiam», після пошесті), щоб записувати події. Ця хроніка, написана на «відчайдушній латині», яка нагадує літописи меровінгів VII століття, відрізняється від решти роману не тільки оптично (друкованим фрактурним шрифтом), а й мовою, оскільки літопис перекладений (для роману) на свого роду «новосередньовічну» німецьку мову (з діалектною псевдо-баварською).

## Сприйняття
Німецький мандрівний театр Comoedia Mundi зіграв у 2011 році твір Підйом і падіння міста Пассау. Баварський Heavy-Metal-гурт Atlantean Kodex опублікував пісню з назвою «Падіння міста Пассау» у своєму альбомі The White Goddess, що вийшов 2013 року.

## Видання
- Der Untergang der Stadt Passau. Science Fiction-Roman. Heyne Science Fiction & Fantasy Nr. 3461. Heyne, München 1975, ISBN 3-453-30332-6. Neuausgabe 1997 als Nr. 7001, ISBN 3-453-12804-4.
- Поточне видання: Der Untergang der Stadt Passau. Ein Zukunftsroman aus Bayern. 2. Aufl. SüdOst Verlag, Regenstauf 2015, ISBN 978-3-86646-712-5.

## Українські переклади
У 1996 році твір було перекладено Анатолієм Онишком